# Corso Giuseppe Garibaldi (Napoli)

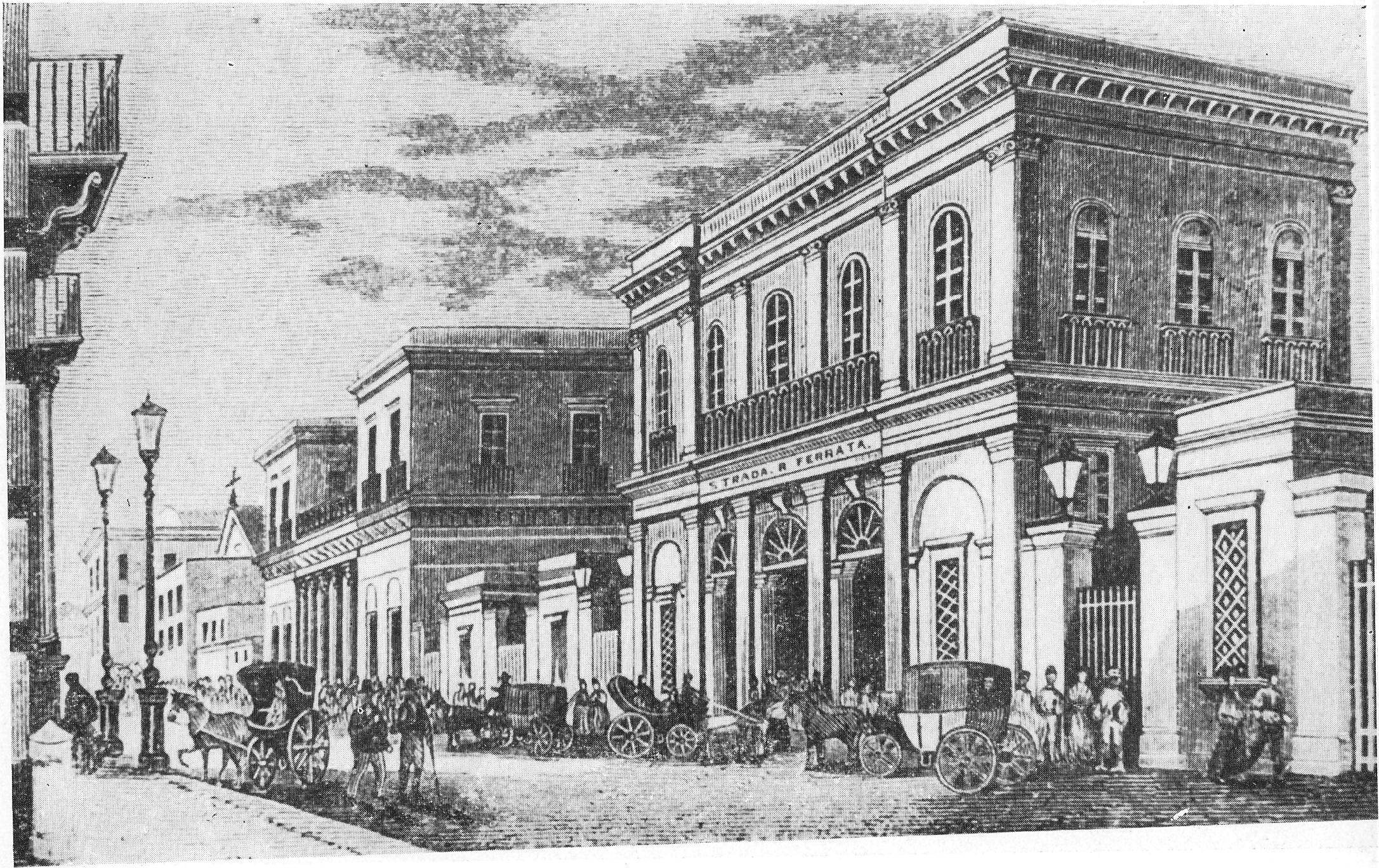
Corso Garibaldi nell'Ottocento, all'epoca dell'apertura della Stazione di Napoli (Bayard)

Corso Giuseppe Garibaldi è un'importante strada di Napoli che unisce piazza Carlo III e via Marina.

## Storia
Ferdinando II di Borbone ben capì le potenzialità della zona orientale della città e affidò nel 1840 a Luigi Giura il compito di colmare l'antico fossato delle mura orientali e su di esso aprire una strada, la strada dei fossi.
Il re fece stabilire lungo di essa prima la stazione terminale della ferrovia Napoli-Portici, attiva dal 1839, poi dal 1843 anche quella della linea ferroviaria per Caserta.
L'originario tracciato seguiva pedissequamente la linea difensiva muraria, infatti giunti presso la zona della Duchesca il corso si dirigeva verso nordovest e sboccava presso via Foria, lungo quella che è oggi chiamata via Cesare Rosaroll. Il tratto fino a piazza Carlo III fu realizzato alla fine dell'Ottocento, nell'ambito dei lavori del Risanamento.
Fino al 1906 persisteva una inclinazione del tratto tra piazza Guglielmo Pepe e via Marina dovuto allo sperone del castello del Carmine. In quell'anno, infatti, il castello fu demolito e la strada resa un unico rettilineo sin dal suo principio settentrionale.
Fu intitolato a Garibaldi dal momento che lui arrivò a Napoli sul treno della ferrovia Napoli-Portici. A lui fu dedicata anche quella che oggi si chiama piazza Guglielmo Pepe, tale dal 1891.

## Descrizione
Dalla strada si accede al Borgo Sant'Antonio Abate e a Porta Nolana, dove si svolge un famoso mercato rionale. Lungo di essa vi sono storici edifici neoclassici, neorinascimentali e liberty ed esercizi commerciali di vario genere. Alle sue estremità sono situate due piazze - cardine di Napoli: piazza Carlo III, con il Real Albergo dei Poveri e l'Orto Botanico, e piazza Guglielmo Pepe, dove fino al 1862 si ergeva la porta del Carmine, poco distante dalla stazione di Napoli Porta Nolana, stazione terminale della Circumvesuviana e antico capolinea della borbonica ferrovia per Caserta. Percorrendo corso Garibaldi si attraversa anche l'omonima piazza, dove si trova la stazione di Napoli Centrale.
A metà strada sorge piazza Nolana, che prende il nome dall'aragonese porta Nolana che si affaccia su di essa. Dall'altro capo della piazza, la chiesa dei Santi Cosma e Damiano a Porta Nolana, coeva alle costruzioni che si affacciano lungo il corso. Sulla piazza si affaccia anche il palazzo dei Telefoni del giovane Camillo Guerra.
Tra la stazione di Porta Nolana e i ruderi della vecchia stazione della Napoli-Portici è presente una stele che ricorda l'arrivo in città via treno dell'Eroe dei due mondi.